# Grafschaft Ried
Die Grafschaft Ried am Inn war eine reichsunmittelbare Grafschaft im Heiligen Römischen Reich. Sitz der Reichsgrafschaft war der Markt Ried im heutigen oberösterreichischen Innviertel. Die Grafschaft entstand 1710 während der Besetzung Bayerns im Spanischen Erbfolgekrieg und bestand unter der Herrschaft der Trautson bis zu Rückgabe an Kurbayern im Jahre 1714.

## Geschichte
Im Spanischen Erbfolgekrieg hatte Bayern gegen die Habsburger gekämpft. Nach dem Sieg des Prinzen Eugen und des Herzogs von Marlborough bei Höchstädt und Blindheim über die verbündeten Bayern und Franzosen wurde das Kurfürstentum Bayern besetzt und kam unter österreichische Verwaltung. 1710 wurde das Gebiet östlich des Inn und der Salzach in Reichsgrafschaften aufgeteilt und an hohe Würdenträger des Kaisers, meist Reichsfürsten, vergeben.
Im Zuge dieser Ereignisse schenkte Kaiser Joseph I. am 23. Mai 1710 dem Staatsmann und Hofbeamten Johann Leopold Donat von Trautson (1659–1724) in Anerkennung seiner großen und ansehnlichen dem Reich geleisteten Dienste die Reichs- und Freiherrschaft Schloß mit Markt Ried am Inn samt dem Hausruckamt und den Ämtern Antorf, Lamprechten und Antisenhofen. Trautson hatte damit Sitz und Stimme im Reichstag. Die feierliche Huldigung an den neuen Landesherrn erfolgte in Gegenwart Johann Leopold Donats von Trautson am 11. Juni 1710. 
Obwohl er am 19. März 1711 auch in den Reichsfürstenstand erhoben wurde, misslang Johann Leopold Donat von Trautson die  Errichtung eines eigenen Fürstentums (wie es die Liechtensteiner in Vaduz erreichten). Nach dem Tod Kaiser Josephs I. und dem Frieden von Rastatt verlor er seine Reichsgrafschaft 1714 wieder, als das Gebiet an Kurbayern zurückgegeben wurde.